# Irmgardz
Irmgardz er et tidligere københavnsk independent pladeselskab, der var aktivt fra 1979 til 1987. Irmgardz udgav musik fra en række nye danske bands primært i genren post-punk og new wave.
Irmgardz startede som platform for udgivelsen af Spil Selv, et samarbejde mellem Sigurds Kogeplade & Suspicious K. Sidstnævnte ejede studiet To Trin Ned i Vestergade 4, Kbh. Efter denne udgivelse (Irmg1) forsatte Bob Bøtker og Jan Wintersø selskabet med en lang række udgivelser, herunder Gate Crashers, hvilket bragte Kenan Seeberg ind i selskabets drift. Pladeselskabet blev drevet af Bob Bøtker (frem til 1984) & Jan Wintersø og fra 1981 også Kenan Seeberg. Néné La Beet kom til i 1983. 
Fotograferne Søren Kirkegaard og Søren Svendsen var tilknyttet selskabet og dokumenterede gennem en lang række optagelser ved koncerter og turneer aktiviteterne omkring Irmgardz.
Irmgardz var også en ret aktiv koncertarrangør dels med selskabets egne bands, dels med større udenlandske subkulturelle navne som bl.a. U.K. Subs, New Order, Nico, Dead Kennedys, Black Flag.
Som label havde selskabet i starten det mundrette navn "Irmgardzweimalnebendrittenscheissenplattenbrechenihrendinger" I/S, hvilket efter kort tid blev forkortet til "Irmgard" og derefter til "Irmgardz...".
Selskabet finansierede sine aktiviteter gennem indskudte penge fra selskabets ejere og bands, som ønskede at udgive, samt via koncertvirksomhed.
Efter 1987 transformerede Irmgardz sig til pladeselskabet Garden Records, der bl.a. udsendte Love Shop. Garden Records lukkede og slukkede i 1992.
Et Irmgardz 2.0 startede i 2007, med bl.a. Jan Wintersø og tidligere Irmgardz-kunstner Hilmer Hassig som ankermænd.

## Diskografi
- Irmg 001	Sigurds Kogeplade Suspious K	SPIL SELV – gør det selv… mal dit eget cover	LP
- Irmg 002	Concert Of The Moment	Concert of the Moment	3LP
- Irmg 003	Scatterbrain	Keep Dancin	LP	3 forskellige plakater som inlay
- Irmg 004	Mind Pollution	Your pollution	LP
- Irmg 005	Tredie Tilstand	Sorte får	LP	2LP
- Irmg 006	Before	A wish of life	LP
- Irmg 007	Communication	Communication	LP
- Irmg 008	Somewhere Outside	Compilation	2LP
- Irmg 009	Tredie Tilstand	Gi´ plads	LP	+free bonus single med nogle eksemplarer
- Irmg 010	Gangway	The Twist	LP
- Irmg 011	Scatterbrain	Mountains go Rhythmic	LP
- Irmg 012	City-X	City-X	LP
- Irmg 013	Naïve	Fish	LP
- Irmg 014	Gangway	Sitting in the park	LP
- Irmg 015	Baby Hotel Hunger	Who loves you baby	LP
- Irmgs 101	Gate Crashers	Spectator	7”
- Irmgs 102	City-X	Ude af drift	7”	1. oplag på ”brækfarvet” vinyl
- Irmgs 103	Usch	Hatlåten	7“
- Irmgs 104	Dream Police	Demise	7”
- Irmgs 105	Before	Silence	7”
- Irmgs 106	UCR	You see are	7”
- Irmgs 107	Tredie Tilstand	Kold Vinyl	7”
- Irmgs 108	Scatterbrain	Diversity	7”
- Irmgs 109	Tee Vee Pop	Touching	7”
- Irmgs 110	Week 20/21 (tidl. Art in Disorder)	Action before silence	7”
- Irmgs 111	Before	Sister Culture	7”
- Irmgs 112	Funtime	Boys/Pressure love	7”
- Irmgs 113	City-X	Gnister	7”
- Irmgs 114	Gangway	Out on the rebound from love	7”
- Irmgs 115	Gangway	Once bitten twice shy	7”
- Irmgs 116	Gangway	My girl and me	7”
- Irmgs 117	Baby Hotel Hunger	Seasons in the sun	7”
- Irmgm 1001	Johnny og de kolde dæmoner	Blinkende lys	12”
- Irmgm 1002	Russia Heat	Tell me your name	12”
- Irmgm 1003	Naïve	Carry on	12”
- Irmflex 2001	Scatterbrain	Angry Young men	Flexi
- Irmgk 501	Prügelknaben	Live in studio	MC	Mindst 2 forskellige udgaver
- Irmgk 502	Concert Of The Moment	Concert of the moment	MC	2 MC
- Irmgk 503	Valeur/Siberg	Mørkets splintrede øje	MC	Bog + MC
- Irmgk 503	Tee Vee Pop	Tee Vee Pop i Karma	MC	2-3 forskellige versioner
- Irmgk 514	Gangway	Sitting in the Park	MC
- TLZ1	Gangway	My girl and me	12”	Udgivet i UK